# Odile Poncy
Odile Poncy (París, 1950) es una botánica, conservadora, dasónoma, profesora, taxónoma, y exploradora francesa. Desarrolla actividades académicas y científicas en el Laboratorio de Botánica, del Centro Nacional para la Investigación Científica CNRS.

## Carrera
Está especializada en botánica tropical. Pasó la primera parte de su vida profesional en el laboratorio de paleontología del Museo Nacional de Historia Natural, donde obtuvo su doctorado en botánica en 1981. Recibió un puesto de Ingeniera de estudio. A continuación, es contratada delLaboratorio de Ecología del Museo de Brunoy. Su experiencia en ecología y sistemática tropical se enriquece sobre el terreno, especialmente en la Guayana francesa, donde ella va regularmente en misión.
Su carrera de la ingeniera Odile Poncy en el "Instituto de sistemática" del CNRS, sobre evolución, y biodiversidad, se caracteriza por su gusto por la botánica. Esa pasión se expresa principalmente en Guyana, donde ayuda a la dinamización de las famosas Nouragues, dedicados al estudio de la selva tropical. Desde 1995, contribuye al inventario de la biodiversidad de Guyana. Luego, a partir de 2005, observó un reto importante al acordar coordinar la renovación del Herbario Nacional del Museo Nacional de Historia Natural de Francia, una de las más importantes del mundo. La reestructuración de este importante infraestructura de investigación combinado trabajos de construcción y modernización de la colección que implica treinta investigadores y técnicos. Después de cinco años de trabajo, esta renovación fue aclamado por la revista Nature como un gran éxito. La digitalización de casi 6 millones de hojas de herbario ayudó a revaluar la riqueza de la colección y se puso en línea el primer herbario virtual importante. a continuación, Odile Poncy se abordó un nuevo reto: para reactivar la publicación de obras de interés general sobre la flora, que requieren mayor trabajo taxonómico.

## Algunas publicaciones
- odile Poncy. 2014. ‘Pourquoi La Classification Des Plantes à Fleurs a-T-Elle Changé?’. La Garance Voyageuse, 106: 10–15
- ------------. 2013. Le Chantier de Rénovation: L’herbier Entre Dans Le 21e Siècle’, en L’Herbier du Muséum - L’aventure d’une collection, ed. colectiva, Artlys & MNHN, París, p. 141–51

### Libros
- pierre-michel Forget, martine Hossaert-McKey, odile Poncy, patrick Chamoiseau. 2015. Écologie tropicale : de l’ombre à la lumière. París, CNRS: le Cherche midi.
- rupert c. Barneby, j.w. Grimes, odile Poncy. 2011. Leguminosae: Subfamily 87. Mimosoideae. Parte 28 de Flora of the Guianas: Phanerogams. Ed. Royal Botanic Gardens, 384 p. ISBN 184246437X, ISBN 9781842464373
- odile Poncy, ben j.h. ter Welle. 1998. Flora of the Guianas: Series A: Phanerogams, ISBN 387429255X, 9783874292559 Editores A. R. A.. Görts-van Rijn, Marion J. Jansen-Jacobs, publicó Royal Botanic Gardens, 34 p. ISBN 190034744X, ISBN 9781900347440
- ------------. 1995. Le genre Inga (légumineuses, mimosoideae) en Guyane française: systématique, morphologie des formes juvéniles, écologie. Volume 31 of B: Mémoires du ... 31. Publicó Éditions du Muséum, 124 p. ISBN 2856531350, ISBN 9782856531358

## Premios y reconocimientos
- 2015: medalla de cristal del Centro Nacional para la Investigación Científica CNRS[2]

## Membresías
- de la Société Botanique de France[3]

## Eponimia
- (Vochysiaceae) Vochysia poncy-barrieri Marc.-Berti[4][5]